# سهير فخري
سهير فخري (17 أغسطس 1943 - 25 سبتمبر 2018) هي ممثلة مصرية.

## حياتها ومسيرتها
ولدت في القاهرة في 17 أغسطس 1943، بدأت الحياة الفنية بالتمثيل فترة الطفولة في فيلم خلود للمخرج عز الدين ذو الفقار عام 1948.
ابتعدت عن التمثيل لمدة ثلاث عشرة سنة ثم عادت للسينما من خلال فيلم إجازة صيف مع زكي رستم. وبعد حرب 1967 وبعد المشكلة التي واجهتها هي وزوجها محمد كامل حسن المحامي مع سكرتير المشير عبد الحكيم عامر، عادت لمزاولة نشاطها الفني، ثم بعد النكسة عادت سهير لمزاولة نشاطها الفني في أفلام الرجل الذي فقد ظله مع ماجدة وصلاح ذو الفقار وكمال الشناوي عام 1968، خياط للسيدات مع شادية ودريد لحام عام 1969، الاختيار مع سعاد حسني عام 1971، رجال بلا ملامح مع صلاح ذو الفقار ونادية لطفي عام 1972، لكنها لم تلق نفس البريق الذي شهدته سابقًا فآثرت الاعتزال نهائيًا.

## قصة زوجها من سكرتير المشير
تزوجت سهير من السيناريست والكاتب الروائي محمد كامل حسن، الذي ألف قصصًا بوليسية للإذاعة، وعاشا معًا أيامًا سعيدة إلى أن رآها سكرتير المشير عبدالحكيم عامر، ويُدعى عبد المنعم أبوزيد، فعشقها وطلب من زوجها أن يطلّقها.
رفض الزوج الطلاق فتم القبض عليه بتهمة عدم سلامة قواه العقلية وأودع بمستشفى الأمراض العصبية، وأجبر سهير على رفع دعوى قضائية لطلب الطلاق وهذا ما حدث بالفعل، ثم تزوج منها. أما طليقها فقد خرج من القاهرة مطرودًا إلى لبنان ثم إلى الكويت، ومن ضمن المستندات السرية التي وجدت بمكتب المشير بعد انتحاره، فواتير علاج نفسي باسمه.

## أعمالها
1981 - مسلسل - سباعية
ميرفت
الخماسين
1972 - مسلسل
الاختيار
1971 - فيلم
الحب المحرم
1971 - فيلم
زيزي
الراجل اللي جوز مراته
1970 - مسرحية
رجال بلا ملامح
1970 - فيلم
أمينة شاكر
نهاية الشياطين
1970 - فيلم
الكنز
1969 - مسلسل
فاطمة
خياط للسيدات
1969 - فيلم
نوال
وحوي يا وحوي
1969 - مسلسل - فوازير
الرجل الذي فقد ظله
1968 - فيلم
سعاد
إجازة صيف
1966 - فيلم
هالة
اشهدوا يا ناس
1953 - فيلم
الطفلة آمال
بعد الوداع
1953 - فيلم
نافذة على الجنة
1953 - فيلم
عيشه فريد
آمنت بالله
1952 - فيلم
هدى / طفلة
أنا بنت مين
1952 - فيلم
صورة الزفاف
1952 - فيلم
حكم القوي
1951 - فيلم
الطفلة نعمت
ليلة غرام
1951 - فيلم
ليلى (طفلة)
من غير وداع
1951 - فيلم
ماجدة (طفلة)
ولدي
1949 - فيلم
ناهد مراد (طفلة)
خلود
1948 - فيلم
آمال الصغيرة
اللص والعائلة